# آرتور روسبوتام
آرتور روسبوتام (انگلیسی: Arthur Rosbotham؛ 18 February 1892 – ۱۹۴۱ (۴۸−۴۹ سال)) بازیکن فوتبال اهل بریتانیا بود.